# Mähboot

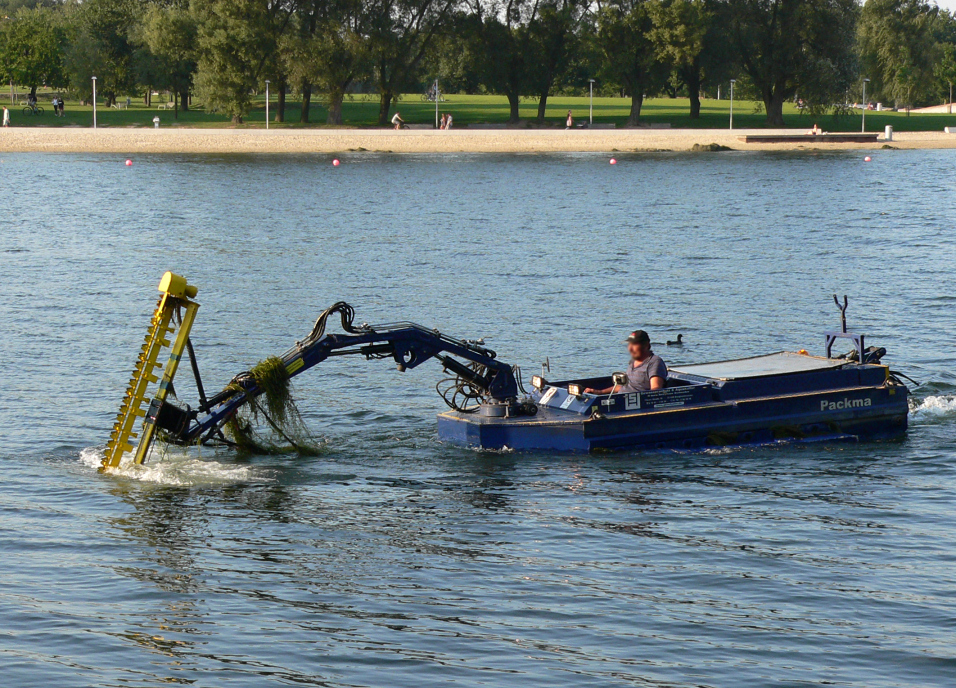
Mähboot auf dem Allersee

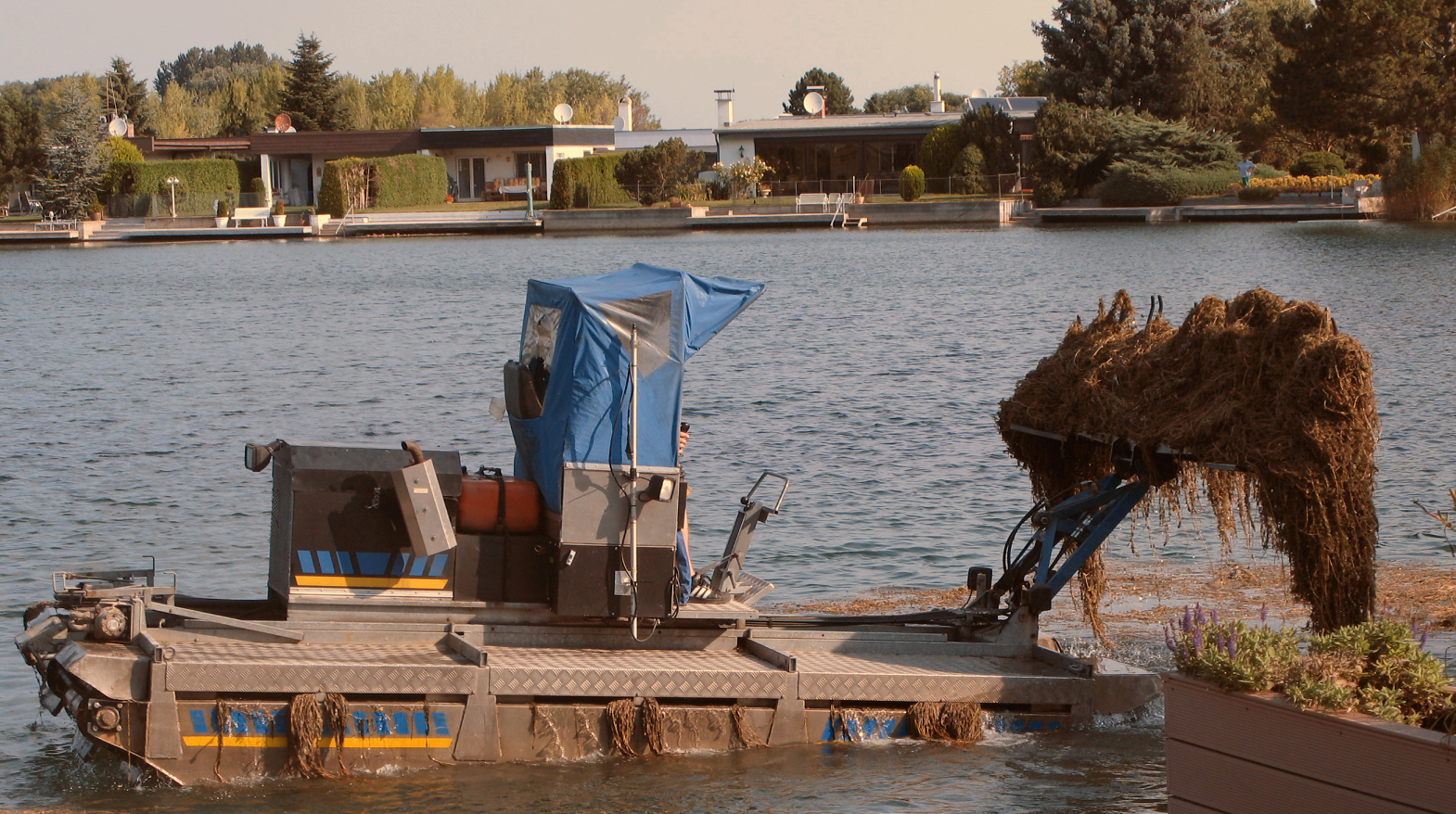
Mähboot beim Aufsammeln von Schnittgut

Ein Mähboot ist ein Wasserfahrzeug zum Entfernen von Wasserpflanzen, das gelegentlich auch Seekuh genannt wird.
Stark wachsende Wasserpflanzen stellen in stehenden oder langsam fließenden Gewässern oft ein Problem dar, da sie das Auftreten von Schwebestoffen fördern und die Sauberkeit der Gewässer beeinträchtigen. Außerdem kann Pflanzenbewuchs bei Hochwasserschutzeinrichtungen oder Sielen die Durchlassfähigkeit verhindern und zu Überschwemmungen führen. Deshalb wird versucht, mit Mähbooten diesen Pflanzenbewuchs zu entfernen. Mähboote verfügen über meist in Höhe und Winkel verstellbare Schneidbalken zum Abtrennen der Pflanzen und oft auch über eine Vorrichtung zum Einsammeln der Pflanzen. Anderenfalls werden die Pflanzen über die Strömung entfernt oder später aufgenommen.
Mähboote werden entweder durch spezialisierte Produzenten gefertigt oder durch Umbauten herkömmlicher Boote hergestellt.